# Nowoseliwka (Charkiw)
Nowoseliwka (ukrainisch Новоселівка; russisch Новосёловка Nowosjolowka) ist ein Dorf im Westen der ukrainischen Oblast Charkiw mit etwa 2800 Einwohnern (2001).
Das Dorf mit einer Fläche von 3,61 km² liegt auf 125 m Höhe am Ufer der 34 km langen Wilchuwatka (ukrainisch Вільхуватка), die über die 77 km lange Mscha (ukrainisch Мжа) zum Siwerskyj Donez abfließt.
Nowoseliwka befindet sich etwa 7 km südwestlich vom ehemaligen Rajonzentrum Nowa Wodolaha und etwa 50 km südwestlich vom Oblastzentrum Charkiw.
Am 24. Januar 2017 wurde das Dorf ein Teil der neugegründeten Siedlungsgemeinde Nowa Wodolaha, bis dahin gehörte es zur Siedlungsratsgemeinde Nowa Wodolaha (Нововодолазька селищна рада/Nowowodolaska selyschtschna rada) im Norden des Rajons Nowa Wodolaha.
Am 17. Juli 2020 kam es im Zuge einer großen Rajonsreform zum Anschluss des Rajonsgebietes an den Rajon Charkiw.